# Håkan Lundberg
Ralph Håkan Lundberg (även verksam under pseudonymerna Starchild featuring AnaBelle och House of Hawk) född 1965 i Göteborg, svensk låtskrivare och musikproducent.
Han var en av medlemmarna i gruppen S-Connection.

## Diskografi

### Album
- S-Connection featuring AnaBelle - Disconnected, CMC Records 1995 / Danmark, släppt i USA på etiketten Hot Trax/Vinyl 4. En utökad version av albumet släpptes i Japan under namnet "Summerlove"/Avex 1996.
- Love & Devotion - So Good, Scandinavian Records 1997 / Danmark. En utökad version av albumet med ytterligare 4 låtar släpptes 2019 på Lundbergs bolag Musicmould.

### Singlar
- Here I Go Again Mellow Remix - BND - CMC Records Denmark / producent
- I Keep Gettin' Higher - Corinne / Smash Records - låtskrivare / producent
- I Believe In Miracles - Push! / Excellent Recordings - låtskrivare / producent / artist
- Without Question - Luv U So / EMI Music South Africa - låtskrivare
- Blowin' My Cool - Lexter / Tool Music Spain - låtskrivare
- Bal Privé - Preluders / Polydor/Cehyenne Records - låtskrivare
- Blowin' My Cool - Afro Z / Virgin South Africa - låtskrivare
- It's Too Little, You're Too Late - Blushed / Overture Records - låtskrivare / producent
- No Soy Para Ti - Rosa / Vale Music Spain - låtskrivare
- Hela Himlen - Barbados / Marianne Records - låtskrivare
- Irgendwie Schon Wahnsinn - Doris Russo / Sony Music Germany - låtskrivare
- Every Single Second - Sol Flower / Yejeon Media Co Korea - låtskrivare
- Chain Reaction - Xandee / ARS Productions Belgium - låtskrivare
- One Suitcase - Annis Brander / Marianne Records - låtskrivare / producent
- Mi Tienes Delirando - Soraya / Santander Records Spain - låtskrivare
- One Last Goodbye - Sandra Oxenryd / Marianne Records - låtskrivare / producent
- Could It Get Better - Mink / Avex Japan - låtskrivare
- Aqui Estoy - Fey / EMI Mexico - låtskrivare
- One Suitcase - Mink / Avex Japan - låtskrivare / producent
- Brand New Day - Starchild feat AnaBelle / Soulmagic - låtskrivare / artist
- The Morning After - Stonebridge feat DaYeene / Stoneyboy Records under exclusive license to Armada Music 2010 - låtskrivare
- Palabras Que Callan - Paula Rojo / Universal Music Spain - låtskrivare
- Beautiful Angel - Exile The Second / Avex Japan - låtskrivare / producent
- You Got It - Reeny Smith / Cymba Canada - producent [1]
- Messiah - Klingande / Ultra Records - låtskrivare
- RWLYD Musicmould Remix - MONOWHALES / True Records - remixer / producent
- Goodbye - Reeny Smith / Turtlemusik Canada - producent
- Before You Leave - House of Hawk featuring Martin Toreskog / Musicmould - artist / låtskrivare / producent
- Vänd Dig Inte Om - House of Hawk featuring Annica Svensson / Musicmould - artist / låtskrivare / producent